# Othon III de Brandebourg
Othon III, dit « le Pieux » (en allemand : der Fromme), né vers 1215 et mort le 9 octobre 1267 à Brandebourg-sur-la-Havel, est un prince de la maison d'Ascanie, deuxième fils du margrave Albert II de Brandebourg. Il règne de façon collégiale en tant que margrave de Brandebourg avec son frère aîné Jean I er (1213–1266) de 1220 à 1266, puis seul jusqu'à sa mort.
Le règne de Jean et d'Othon est consacré à la colonisation germanique des anciens territoires slaves, notamment les plateaux de Teltow et de Barnim, les confins d'Uckermark et le fief de Stargard, ainsi que le pays de Lebus s'étendant aux premiers endroits sur la rive est du fleuve Oder (la future Nouvelle-Marche). Résidant à Spandau, ils fondent également plusieurs villes. C'est de cette époque que date la première mention documentale de Cölln (1237) et de Berlin (1244).
Othon est l'ancêtre de la ligne ottonienne, branche cadette des margraves ascaniens qui s'éteignit à la mort de Jean V en 1317. Comme le caveau traditionnel de la dynastie à l'abbaye de Lehnin est conservé par la lignée ottonienne, il est nécessaire de fonder la nouvelle abbaye de Chorin sur le plateau de Barnim en 1258.

## Biographie
Othon est le deuxième fils d'Albert II (v.1176–1220), margrave de Brandebourg depuis 1205, et de son épouse Mathilde (morte en 1225), fille du margrave Conrad II de Lusace, issue de la maison de Wettin. À la mort de leur père, le 25 février 1220, Othon et son frère aîné Jean I er (1213–1266) sont encore mineurs ; l'empereur Frédéric II a chargé l'archevêque Albert de Magdebourg et le prince Henri d'Anhalt, frère aîné du duc Albert Ier de Saxe et cousin d'Albert II, de leur garde.
En 1221, leur mère Mathilde reprend la tutelle. Même pendant leur minorité, les jeunes margraves doivent repousser des attaques de leur parent ascanien le duc Albert de Saxe et Mathilde devait appeler son beau-frère Henri de Brunswick à l'aide. L'empereur empêche des hostilités armées parmi la parentèle. Après la mort de leur mère en 1225, les frères exercent la suprématie intégrale sur la marche de Brandebourg, fondée par leur arrière-grand-père Albert Ier « l'Ours » en 1157.

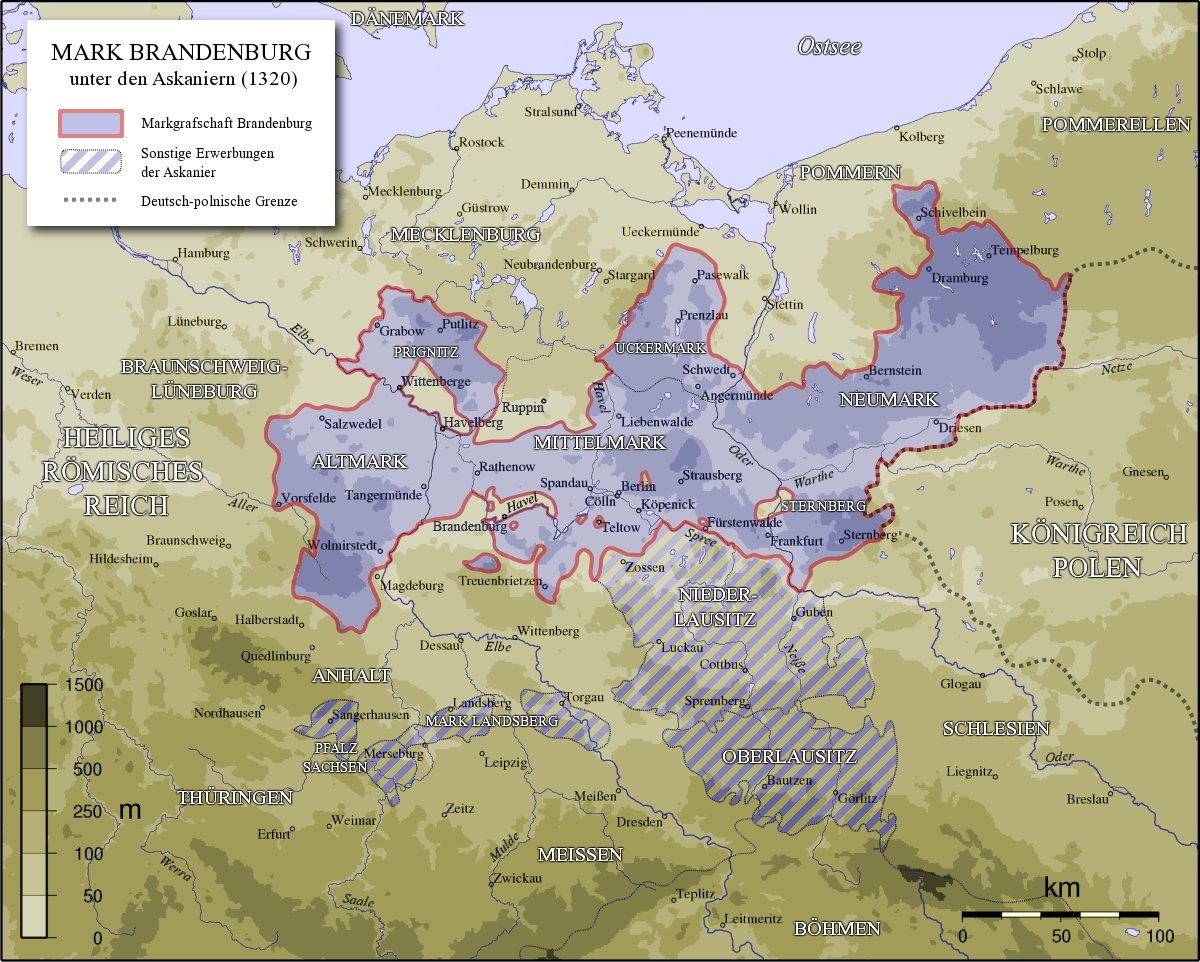
Le Brandebourg sous les margraves ascaniens (vers 1320).

Le règne des deux margraves de la maison d'Ascanie est marqué par la colonisation germanique des marches de l'Est, qui rattache au Saint Empire les derniers territoires des plateaux de Teltow et de Barnim, les confins d'Uckermark, le fief de Stargard, le pays de Lebus et les premiers districts de la Nouvelle-Marche de Brandebourg sur la rive droite de l'Oder. Ils parviennent à asseoir durablement le poids politique et le rayonnement du Brandebourg dans le Saint-Empire romain, ce qui permet au frère de Jean, Otton III, de briguer la couronne impériale en 1256. C'est ainsi qu'ils fondent plusieurs bourgs, se consacrant particulièrement au développement des deux villes jumelles de Cölln et de Berlin sur la Sprée. Ils font de la forteresse d'Ascanie, édifiée sur la colline voisine de Spandau, leur résidence favorite.
Ils décident d'un commun accord de partager la marche de Brandebourg entre leurs deux lignées, la lignée johannique et la lignée ottonienne, et en 1258 fondent le monastère cistercien de Chorin sous le nom de Mariensee (lac de Sainte-Marie) puisque l'abbaye de Lehnin, tombeau ancestral des princes de la maison d'Ascanie, échoit désormais à la lignée ottonienne. À l'extinction de cette dernière lignée, les deux fiefs sont réunifiés en 1317 sous le règne du petit-fils de Jean Ier, Valdemar (1280-1319).

## Mariage et descendance
Otton III est le cadet. Il épouse en 1243 Béatrix (Božena en tchèque), fille du roi de Bohême Wenceslas le Borgne. Il obtient en dot le rattachement de la région de Bautzen-Haute-Lusace au Brandebourg.
Ils eurent pour enfants :

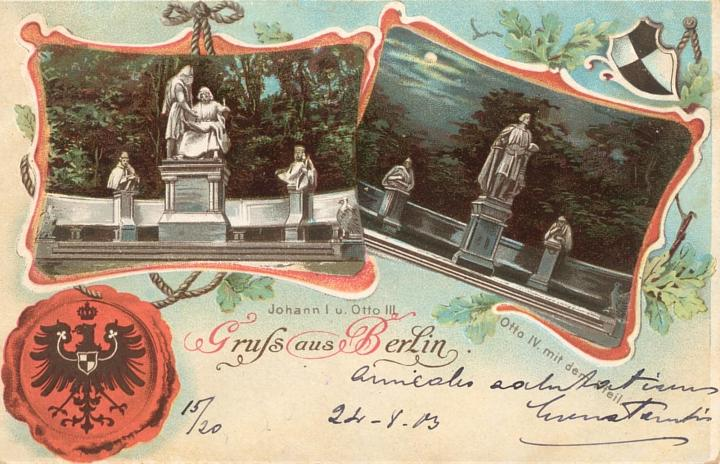
Cette carte postale de 1903 montre deux ensembles sculpturaux de lallée des Victoires à Berlin. Celui de gauche représente les deux margraves Jean Ier et Otton III. Les personnages secondaires sont le prieur Siméon de Cölln (à gauche), et Marsile. Artiste : Max Baumbach (à droite : statue du margrave).

- Jean III de Brandebourg dit « le Praguois » (1244–1268) ;
- Othon V dit « le Long » (v. 1246 – 1298). Marié le 22 octobre 1268 avec Judith de Henneberg ;
- Albert III de Brandebourg (v. 1250 – 1300). Marié avec Mechtilde de Danemark ;
- Othon VI dit « le Bref » (v. 1255 – 1303). Marié en 1279 avec Hedwige de Habsbourg ;
- Cunégonde († v. 1292), qui épousa en 1264 le duc Béla de Slavonie, puis en 1278 le duc Waléran IV de Limbourg ;
- Mathilde de Brandebourg-Salzwedel († 1316), qui épouse en 1266 le duc de Poméranie Barnim Ier le Bon.

## Source
- Anthony Stokvis, Manuel d'histoire, de généalogie et de chronologie de tous les États du globe, depuis les temps les plus reculés jusqu'à nos jours, préf. H. F. Wijnman, Israël, 1966, volume III, chapitre VIII « Généalogie des Margraves de Brandebourg. Maison d'Ascanie » . Tableau généalogique n° 7.